# Valuéjols
Valuéjols é uma comuna francesa na região administrativa de Auvérnia-Ródano-Alpes, no departamento de Cantal. Estende-se por uma área de 38,53 km². Em 2010 a comuna tinha 576 habitantes (densidade: 14,9 hab./km²).